# Herbert Jelitte
Herbert Jelitte (* 11. Februar 1933 in Peiskretscham, Kreis Tost-Gleiwitz, Provinz Oberschlesien; † 7. November 2000 in Gießen) war ein deutscher Slawist, Sprachwissenschaftler und Hochschullehrer.

## Leben und Wirken
Nach seiner Reifeprüfung 1955 in Wiesbaden studierte Herbert Jelitte von 1955 bis 1960 Slawistik, Geschichte und Politikwissenschaft an der Universität Frankfurt/M. 1960 promovierte er dort zum Dr. phil. bei Alfred Rammelmeyer, ein Jahr später (1961) legte er das erste Staatsexamen für den höheren Schuldienst ab. Von 1961 bis 1969 arbeitete er als wissenschaftlicher Assistent an der Universität Gießen, dort habilitierte er sich 1969 für Slawische Sprachwissenschaft. Von 1969 bis 1971 war er (nach Umhabilitation) als Dozent an der Universität Göttingen tätig. 1972 wurde er dann (als Nachfolger von Heinz Wissemann) ordentlicher Professor für Sprachen und Kulturen des Mittelmeerraums und Osteuropas an der Universität Gießen. Seine Nachfolgerin auf diesem Lehrstuhl wurde 2001 Monika Wingender.
Als Würdigung seines Wirkens für den wissenschaftlichen Austausch mit Universitäten in Osteuropa wurde ihm 1999 die Ehrendoktorwürde der Universität Kazan zuteil, Partneruniversität der Universität Gießen.
Seit 1976 war Jelitte Herausgeber der Schriftenreihe Beiträge zur Slavistik, die im Peter Lang Verlag erscheint. Seine zahlreichen Veröffentlichungen beschäftigen sich vor allem mit der Sprachwissenschaft des Russischen.

## Veröffentlichungen (Auswahl)
- Studien zum Adverbium und zur adverbialen Bestimmung im Altkirchenslavischen. Eine morphologisch-syntaktische Untersuchung (= Osteuropastudien der Hochschulen des Landes Hessen, Reihe 3, Bd. 5). Hain, Meisenheim a. G. 1961  (= Dissertation Universität Frankfurt/M.).
- (Hrsg.): Sowjetrussische Textlinguistik. Zwei Bände (= Beiträge zur Slavistik, Bd. 1). Lang, Frankfurt/M. 1976, ISBN 3-261-01745-7.
- (Hrsg., mit Rolf-Dieter Kluge): Festschrift für Heinz Wissemann (= Beiträge zur Slavistik, Bd. 2). Lang, Frankfurt/M. 1977, ISBN 3-261-02265-5.
- Transformationsarten und Transformationsanalysen. Einführung in die Transformationsgrammatik des Russischen (= Giessener Beiträge zur Sprachwissenschaft, Bd. 7). Hoffmann, Grossen-Linden 1977, ISBN 3-88098-006-3.
- Formen der Textkohärenz im Russischen. Eine Einführung in die Textstruktur (= Giessener Beiträge zur Sprachwissenschaft, Bd. 10). Hoffmann, Grossen-Linden 1978, ISBN 3-88098-015-2.
- (Hrsg.): Vergleichende Studien zur polnischen Sprache und Literatur (= Beiträge zur Slavistik, Bd. 5). Lang, Frankfurt/M. 1982, ISBN 3-8204-5785-2.
- Die abstrakten Nominalbildungen im Russischen. Ein Beitrag zur altrussischen Wortbildung und Wortforschung (= Beiträge zur Slavistik, Bd. 4). Zwei Bände. Lang, Frankfurt/M. 1982, ISBN 3-8204-5729-1 (= Habilitationsschrift Universität Gießen).
- Die russischen Nomina abstracta des 18. und beginnenden 19. Jahrhunderts. Ein Beitrag zur Wortbildung und Wortforschung (= Beiträge zur Slavistik, Bd. 6 u. 18). Lang, Frankfurt/M. 1984/1992, ISBN 3-8204-8016-1 u. ISBN 3-631-45292-6.
- Die russischen Nomina abstracta des 19. Jahrhunderts (= Beiträge zur Slavistik, Bd. 8 u. 9). Lang, Frankfurt/M. 1987/1988, ISBN 3-8204-1115-1 u. ISBN 3-8204-1668-4.
- Die russischen Nomina abstracta des 20. Jahrhunderts (= Beiträge zur Slavistik, Bd. 13 u. 15). Lang, Frankfurt/M. 1990/1991, ISBN 3-631-42420-5 u. ISBN 3-631-44031-6.
- (Hrsg.): Die Beziehungen der Wortbildung zu bestimmten Sprachebenen und sprachwissenschaftlichen Richtungen (= Beiträge zur Slavistik, Bd. 16). Lang, Frankfurt/M. 1991, ISBN 3-631-44114-2.
- (Hrsg.): Deutsch-russische Sprach- und Literaturbeziehungen im 18. und 19. Jahrhundert (= Beiträge zur Slavistik, Bd. 23). Lang, Frankfurt/M. 1994, ISBN 3-631-47268-4.
- (Hrsg.): Innerslavischer und slavisch-deutscher Sprachvergleich (= Beiträge zur Slavistik, Bd. 27). Lang, Frankfurt/M. 1995, ISBN 3-631-48520-4.
- (Hrsg., mit Margot Sobieroj): Deutsch-russische Sprach-, Literatur- und Kulturbeziehungen im 20. Jahrhundert (= Beiträge zur Slavistik, Bd. 28). Lang, Frankfurt/M. 1996, ISBN 3-631-49788-1.
- (Hrsg.): Das Adjektiv im Russischen. Geschichte, Strukturen, Funktionen (= Beiträge zur Slavistik, Bd. 29). Lang, Frankfurt/M. 1996, ISBN 3-631-30129-4.
- (Hrsg.): Studien zur russischen Sprache und Literatur des 11.–18. Jahrhunderts (= Beiträge zur Slavistik, Bd. 33). Lang, Frankfurt/M. 1997, ISBN 3-631-31787-5.
- Generus, Numerus und Kasus im Russischen. Vorlesungen zur slavischen Sprachwissenschaft (= Beiträge zur Slavistik, Bd. 32). Lang, Frankfurt/M. 1997, ISBN 3-631-31617-8.
- (Hrsg.): Slavische Studien zum XII. Internationalen Slavistenkongreß in Krakau 1998 (= Beiträge zur Slavistik, Bd. 37). Lang, Frankfurt/M. 1998, ISBN 3-631-33778-7.
- Rußland und das Russische in vorhistorischer und vorrussischer Zeit. Vorlesungen zur slavischen Sprachwissenschaft (= Beiträge zur Slavistik, Bd. 38). Lang, Frankfurt/M. 1998, ISBN 3-631-34037-0.
- Die Wortarten im Russischen. Vorlesungen zur slavischen Sprachwissenschaft (= Beiträge zur Slavistik, Bd. 40). Lang, Frankfurt/M. 1999, ISBN 3-631-35045-7.
- (Hrsg., mit Nina Schindler): Handbuch zu den modernen Theorien der russischen Wortbildung (= Beiträge zur Slavistik, Bd. 43). Lang, Frankfurt/M. 2000, ISBN 3-631-37146-2.
- Lexikalisch-semantische Wortstrukturen im Russischen (= Beiträge zur Slavistik, Bd. 46). Lang, Frankfurt/M. 2001, ISBN 3-631-37423-2.
- (Hrsg., mit Maria Horkavtschuk): Deutsch-russischer Dialog in den Philologien (= Beiträge zur Slavistik, Bd. 44). Lang, Frankfurt/M. 2001, ISBN 3-631-37248-5.

Festschrift
- Elena Bogdanova/Margot Sobieroj (Hrsg.): Florilegium Slavicum. Liber ad honorandum Herbert Jelitte. Lang, Frankfurt/M. 1998, ISBN 3-631-32977-6 (Bibliographie Herbert Jelitte S. 15f).